# Дэнни Томас
Дэнни Томас (англ. Danny Thomas) (имя при рождении Амос Мазьят Якоб Кайроуз) — американский комедийный актёр и продюсер. Известен по главной роли в американском ситкоме Шоу Дэнни Томаса (так же называемым The Danny Thomas Show). Основал больницу Святого Иуды. Отец Марло Томас, Терри Томаса и Тони Томаса.

## Биография
Один из девяти детей, Томас родился в семье иммигрантов из Ливана, Чарльза Якоба Кайроуза и Маргарет Таук, 6 января 1912 года в деревне Дирфилд, Мичиган. Окончил университет Толедо. Большое влияние на него оказал епископ Сэмюэль Стритч, будучи его духовным наставником. Он же призвал его построить Больницу Святого Иуды в Мемфисе. Через неделю после своего 24 дня рождения он женился на Роуз Мэри Мэнтелл Кассанити.
В начале карьеры ему приходилось подрабатывать в незначительных радио и ресторанах комедиантом. Успех пришел к нему, когда он решил попробовать себя в комедийном шоу. Зрителям очень понравились его искрометные шутки. К 1950-м годам Томас уже имел значительное имя в киноиндустрии и начал заниматься продюсированием. С 1962 года начала свою работу в больнице Святого Иуды. Она по сей день является одной из крупнейших больниц США, спасающих людей от рака.
6 февраля 1991 Дэнни Томас умер от сердечной недостаточности, и был похоронен на территории основанной им больницы в Теннесси.

## Награды и премии
- Премия «Эмми» за лучшую мужскую роль в комедийном телесериале (1954)
- Золотая медаль Конгресса США (1983)[3]